# Wassmer WA-26
Die Wassmer WA-26 Squale (deutsch Hai) ist ein einsitziges Wettbewerbssegelflugzeug des französischen Herstellers Wassmer Aviation aus den 1960er Jahren. Die Tragflächen bestehen aus Holz und haben eine Spannweite von 15 Metern. Der Rumpf besteht aus GKF.

## Geschichte und Konstruktion
Von 1956 bis mindestens 1964 baute Wassmer sehr erfolgreich die Modelle der Serie WA-20. Diese bestehen aus Holztragflächen mit NACA-Profilen und einem Stahlrohrrahmen, der zunächst vollständig mit Stoff bespannt, später mit einer Kombination aus Stoffbespannung und GFK verkleidet war. Die WA-26 war ein Versuch von Wassmer, in den Markt für Hochleistungssegelflugzeuge einzusteigen. Wie die Flugzeuge der WA-20 Serie sind sie mit Holztragflächen ausgestattet, die jedoch über ein Wortmann-Profil verfügen. Der Rumpf ist aerodynamischer geformt und besteht vollständig aus GFK.
Die geraden Tragflächen des Hochdeckers verjüngen sich im Mittelteil, das etwa 60 % der Spannweite ausmacht, nur leicht. Die äußeren Flügel verjüngen sich stärker. Die Tragflächen weisen über ihre gesamte Länge eine V-Stellung auf. Die Querruder befinden sich am äußeren Teil der Tragflächen. An den äußeren Flügelhinterkanten befinden sich Luftbremsen. Die Tragflächen bestehen aus einem einzelnen Holm aus Holz mit Holzspanten und sind mit 2,3 mm starkem Sperrholz beplankt.
Das sich geradlinig verjüngende Pendelruder der WA-26 besteht ebenfalls aus Holz und ist mit einer sperrholzbeplankten Vorderkante sowie einem stoffbespannten hinteren Teil versehen. Das Leitwerk ist oben auf dem Rumpf montiert. Da es den frühen Modellen an Rückmeldung des Höhenruders mangelte, wurden sie bei der Version WA-20M mit Flettner-Klappen versehen. Seitenleitwerk und Seitenruder bestehen ebenfalls aus GFK. 
Das Flugzeug verfügt über ein einzelnes, einziehbares Rad, das hydraulisch bremsbar ist und einen kleinen starren Hecksporn. Der Pilotensitz befindet sich in einer halbliegenden Position unter einer langen, nach Backbord öffnenden Kabinenhaube.
Die WA-26 hatte ihren Jungfernflug am 21. Juli 1967. Der Verkauf startete 1968 und 1970 waren bereits 85 Exemplare bestellt worden.

## Versionen
- WA-26 Squale - Erste Version[3]
- WA-26M Squale - Version mit Flettner-Klappen am Höhenruder[3]
- WA-26 CM Squale - Version ohne Flettner-Klappen[4]
- WA-26 CM Squale Marfa
- WA-26 P Squale[5]

## Technische Daten

Dreiseitenansicht

| Kenngröße         | Daten                |
| ----------------- | -------------------- |
| Besatzung         | 1                    |
| Länge             | 7,65 m               |
| Spannweite        | 15,0 m               |
| Höhe              | 2,36 m               |
| Flügelfläche      | 12,6 m²              |
| Flügelstreckung   | 18,0                 |
| Gleitzahl         | 38                   |
| Geringstes Sinken | 0,65 m/s bei 88 km/h |
| Leermasse         | 228 kg               |
| max. Startmasse   | 353 kg               |